# 云集窑址
云集窑址，位于湖南省衡阳市衡南县，属宋元时期遗址，2013年3月5日公布为第七批全国重点文物保护单位。

## 历史沿革

### 发掘
1987年，共有47座窑址在衡南县湘江两岸的9个地方被发现，其中以石塘云集村为多，故名云集窑址。
窑址分布于衡南石塘、松柏、向阳等乡镇，还有茶市镇怡谷村，相西乡勤丰村、黄狮乡渔市村。

### 遗址博物馆
2013年，衡南县云集窑遗址博物馆设计方案已基本获得通过。
地质勘探人员对地下土层进行勘探，为设计面积3999平方米的博物馆作准备。

## 窑藏特色
云集窑设施齐备保存完好，有窑头、窑尾、窑壁、窑床、挡火墙、火膛、烟道等百余米长的龙窑。
窑址文化堆积层厚3-4米。采集标本有豆青色、米色釉陶。器物有碗、壶、罐、碟及烧钵、垫圈、文钉等。